# 일리오네
일리오네(Ilione)는 그리스 신화에서 나오는 트라키아 왕 폴리메스토르의 아내이다. 트로이의 마지막 왕 프리아모스와 헤카베 사이에서 태어났다. 비스톤 사람들의 왕 폴리메스토르와 결혼하여 아들 데이필로스를 낳았다. 프리아모스와 헤카베는 트로이전쟁이 일어나기 전에 막내아들 폴리도로스를 많은 재물과 함께 사위인 폴리메스토르에게 맡겨 길렀다. 일리오네는 폴리도로스에게 닥칠 위험을 미리 알아챘는지 아들과 동생을 바꿔치기하여 남편인 폴리메스토르마저 폴리도로스를 자기 아들 데이필로스로 알았다. 그래서 나중에 탐욕스런 폴리메스토르는 그리스군의 뇌물을 받고 폴리도로스를 죽인다는 것이 친아들을 죽이고 말았다.